# 富克兰维尔
富克兰维尔（法語：Foucrainville，法語發音：[fukʁɛ̃vil]）是法国厄尔省的一个市镇，属于埃夫勒区。

## 地理
富克兰维尔（48°55'52"N, 1°19'24"E）面积5.26 平方千米，位于法国诺曼底大区厄尔省，该省份为法国北部内陆省份，北起滨海塞纳省，西接奧恩省和卡爾瓦多斯省，南至厄尔-卢瓦省，东临瓦兹省、瓦兹河谷省和伊夫林省。
与富克兰维尔接壤的市镇（或旧市镇、城区）包括：布勒塔尼奥勒、弗雷内、穆索-讷维尔、圣安德烈德勒尔。

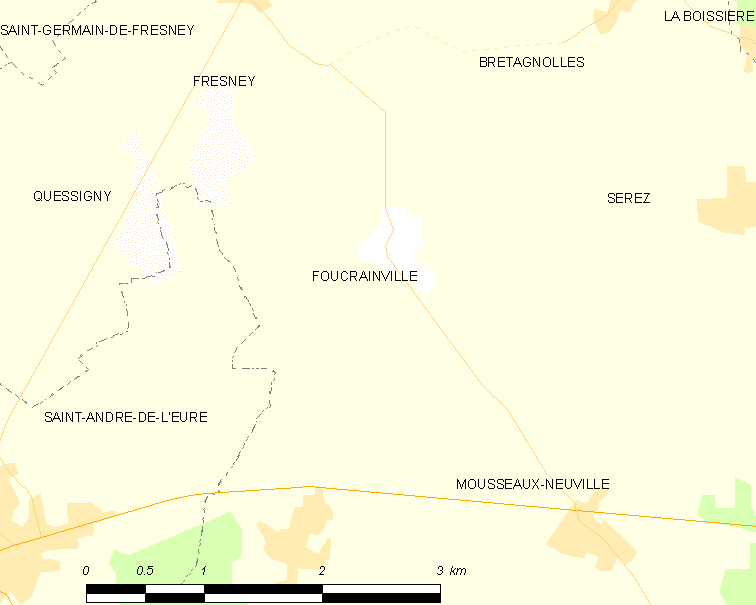
富克兰维尔的OSM定位图

富克兰维尔的时区为UTC+01:00、UTC+02:00（夏令时）。

## 行政
富克兰维尔的邮政编码为27220，INSEE市镇编码为27259。

## 政治
富克兰维尔所属的省级选区为圣安德烈德勒尔县。

## 人口

1962-2008年间富克兰维尔人口变化图示

富克兰维尔于2022年1月1日时的人口数量为92人。